# Schienenverkehr auf den Marianen
Der Schienenverkehr auf den Marianen spielte nur bis Ende des Zweiten Weltkrieges für den Transport von Zuckerrohr und von militärischem Nachschub eine Rolle.

## Saipan
Der japanische Geschäftsmann Haruji Matsue brachte in den 1920er Jahren Zuckerrohr und die für die Transportaufgaben auf den Plantagen notwendigen Schmalspurbahnen nach Saipan. Seine Schmalspurbahn mit einer Spurweite von 760 mm (2 Fuß 5 15⁄16 Zoll), die bis zum Zweiten Weltkrieg von den Japanern vor allem für den Transport von Zuckerrohr und militärischem Nachschub genutzt wurde, umrundete die Insel fast auf dem gesamten Umfang. Entlang der 88 km langen Strecke gab es Haltestellen in Kalapera, Banaderu, Matansa, Tanapag, Garapan, Charankanoa, Aslito und Rawau.

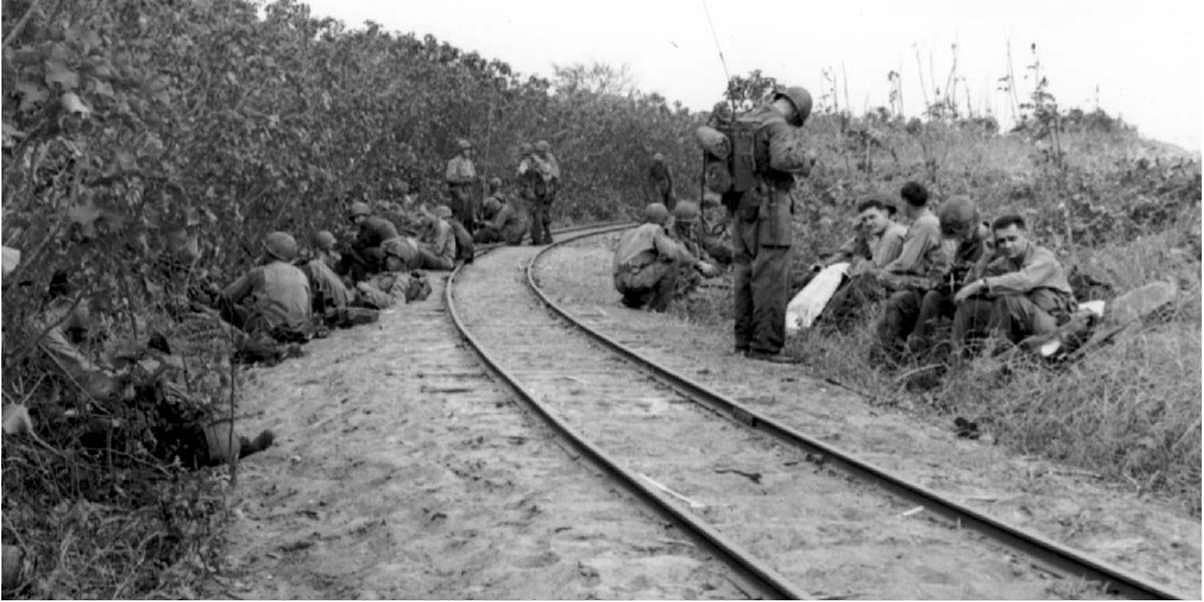
US-amerikanische Truppen rasten im Juli 1944 an der japanischen Schmalspurbahn

Die US-amerikanischen Landungskommandos nutzten sie, nachdem sie die Insel erobert hatten. Sie setzten eine Diesellokomotive und drei Dampflokomotiven ein und reparierten 100 Flachwagen. Die Wiederinbetriebnahme der bei den Gefechten beschädigten Eisenbahnstrecke von Charan-Kanoa zum Flugplatz Aslito wurde von einem US-amerikanischen Seabee-Kommando der 4. Marine Division unter ihrem Kommandanten Lt. Comdr. William G. Byrne aus Butte, Montana, übernommen. Er hatte sich auf die Beschlagnahmung und militärische Nutzung der Eisenbahn konzentriert, seit er sie auf einer Karte gesehen hatte, und hatte Glück, dass die ehemaligen Betreiber ihr etwa 160 Kilometer langes Schienennetz und die Schienenfahrzeuge nicht sabotiert hatten. Die Seabees übernahmen neun Lokomotiven, drei davon liefen bis zum 22. Juli 1944 bereits, vier andere wurden repariert, aber zwei konnten nicht wieder in Betrieb genommen werden.

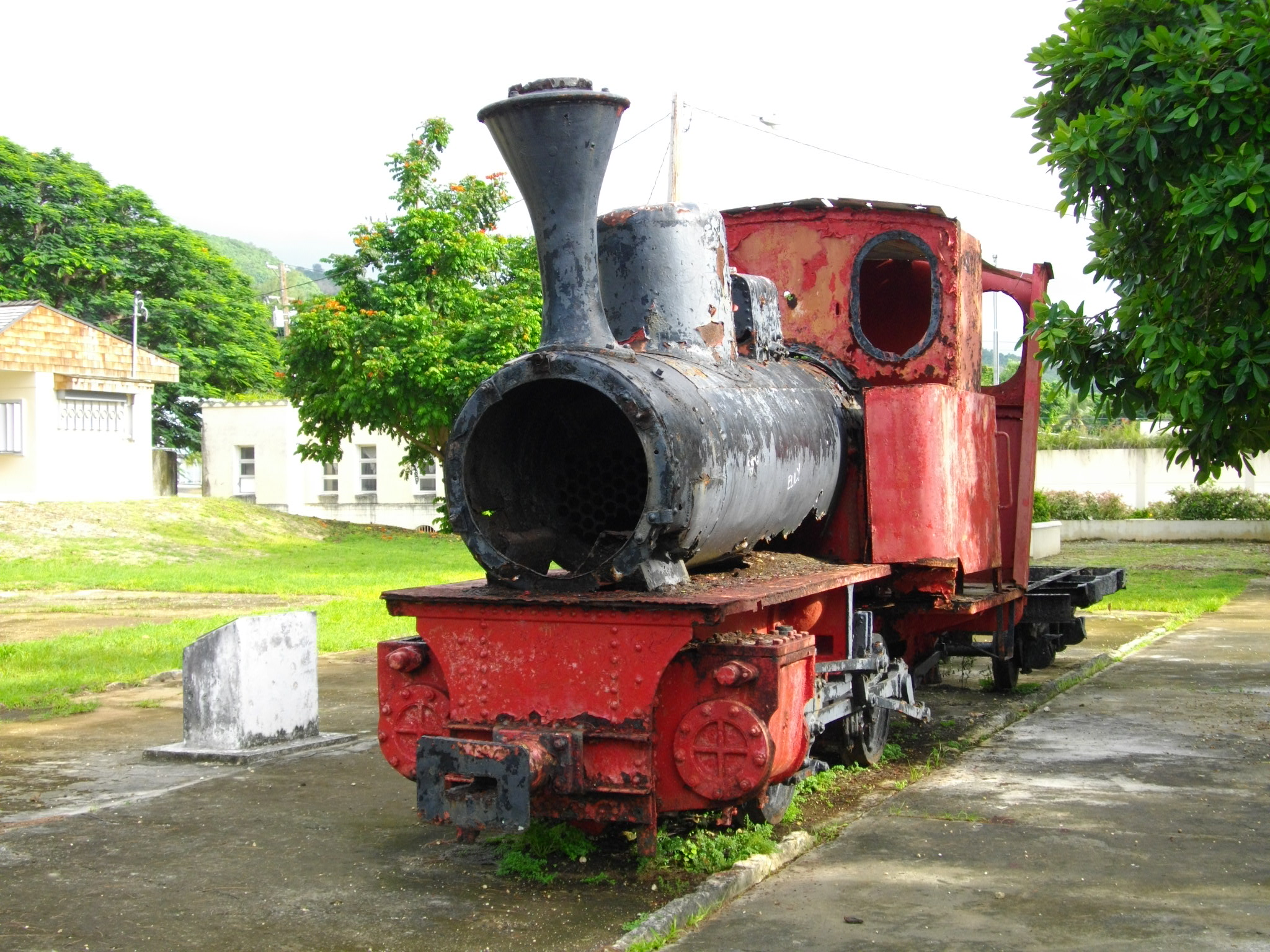
O&K-Dampflokomotive im Sugar King Park, Saipan

Die Bahn wurde durch das 1398th Engineer Construction Battalion betrieben. Ende Juli 1944 betrug das Verkehrsaufkommen 150 Tonnen-Meilen (240 Tonnen-Kilometer) pro Tag. Der Bahntransport erwies sich aber insgesamt als ungünstig, sodass die Schienen abgebaut wurden und auf ihrer Trasse mit dem dazugehörigen Wegerecht eine Straße gebaut wurde. Zwei der Dampflokomotivkessel wurden anschließend erfolgreich zum Sterilisieren von Abfalltonnen verwendet. Eine Orenstein-&-Koppel-Schmalspur-Dampflokomotive wird heute noch als Denkmal im Sugar King Park, Garapan, Saipan, ausgestellt.

## Rota und Tinian
Nachdem Haruji Matsue 1925 eine NKK Alkohol- und Eisfabrik auf Saipan errichtet und mehr als 3000 Hektar Zuckerrohr gepflanzt hatte, errichtete er ähnliche Einrichtungen auf den Nachbarinseln Rota und Tinian. Alle Zuckerrohrplantagen hatten ihre eigene Schmalspurbahn. Die Zuckerfabriken wurden während des Zweiten Weltkriegs zerstört und anschließend nicht mehr aufgebaut. Als Denkmal für die Zuckerrohrbahnen ist eine Dampflokomotive auf der Insel Rota erhalten.

## Guam

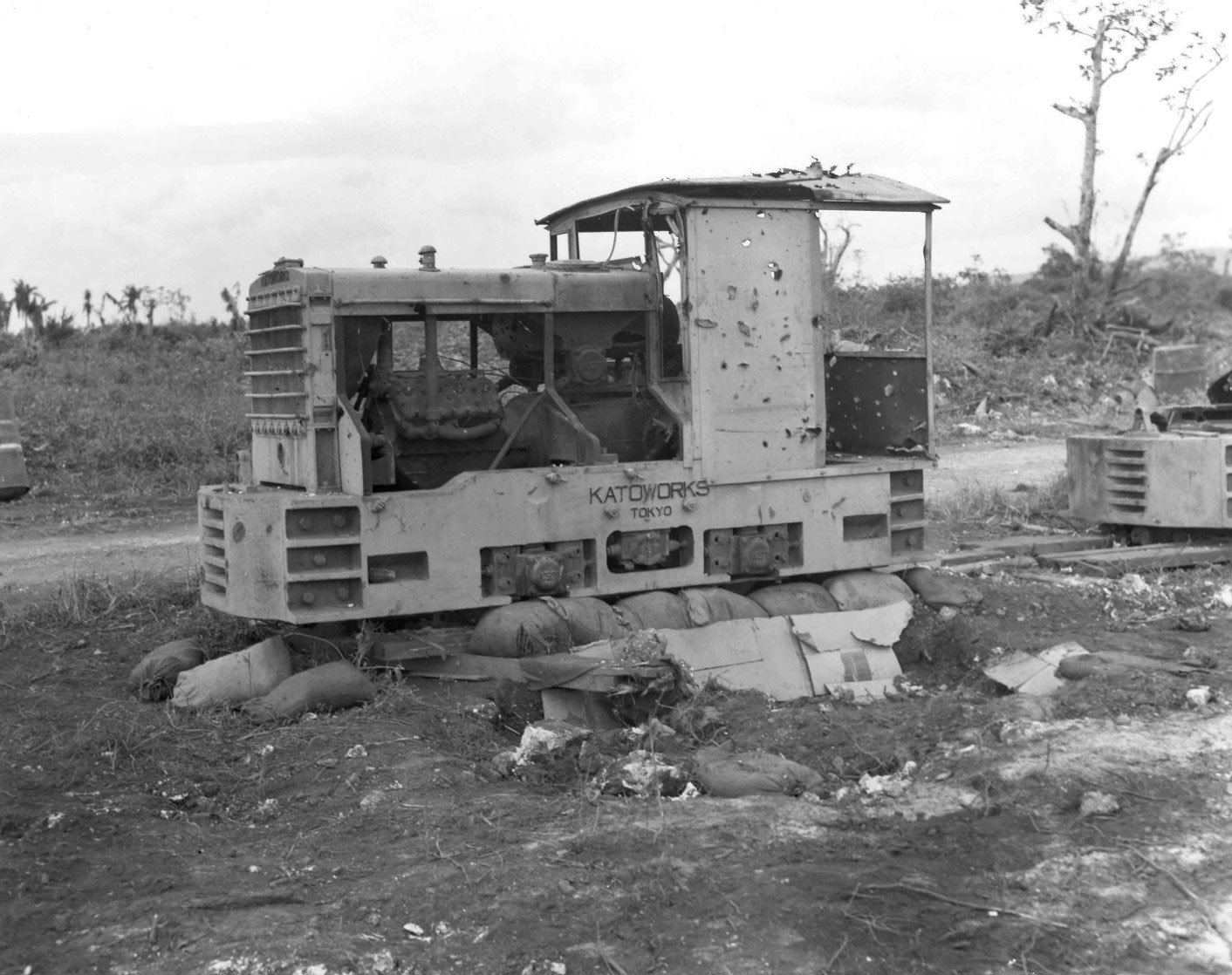
Japanische Schmalspur-Diesellokomotive auf dem Flugplatz auf der Orote-Halbinsel auf Guam, 5. Oktober 1944

Zwei japanische Schmalspur-Diesellokomotiven waren am 5. Oktober 1944 auf Holzbalken auf dem Flugplatz auf der Orote-Halbinsel auf Guam abgestellt. Sie wurden während der Gefechte als Deckung genutzt und dabei stark beschädigt. Es ist nicht bekannt, ob sie früher bereits für den Schienenverkehr genutzt wurden oder erst kurz zuvor geliefert worden waren. In Landkarten aus dieser Zeit sind auf der Halbinsel keine Eisenbahnschienen verzeichnet.